# حاجيلر العليا
قرية حاجيلر العليا (بالكردية: حاجیلەری سەروو)‏ هي إحدى قرى ناحية ميدان في قضاء خانقين ضمن الحدود الإدارية لمحافظة السليمانية لأنها ضمن مناطق إدارة كرميان في إقليم كردستان العراق.